# 謝韋里尼
49°53′39″N 27°32′26″E / 49.89417°N 27.54056°E
塞韋里尼（烏克蘭語：Северини）是位於烏克蘭西部的村莊，由赫梅利尼茨基州裡赫梅利尼茨基區的舊奧斯特羅皮利市鎮負責管轄。該村面積1.56平方公里，海拔高度274米，2001年人口231，人口密度每平方公里145.3人。